# Platyptilia carduidactyla
Platyptilia carduidactyla ist ein Schmetterling (Nachtfalter) aus der Familie der Federmotten (Pterophoridae).

## Merkmale
Die Art zeichnet sich durch den schlankeren Bau der Valven bei den männlichen Genitalien und die stark gebogene Verwachsungsstelle zwischen Ductus bursae und Bursa copulatrix bei den weiblichen Genitalien aus. In Abhängigkeit von der Intensität der Färbung kann das Erscheinungsbild der Falter bei beiden Geschlechtern variieren, es reicht von ockerfarben bis dunkelbraun.
Die männlichen Falter erreichen eine Flügelspannweite von 22 bis 24 Millimeter. Der Kopf ist mehrschichtig rostrot beschuppt. An der Vorderseite des Kopfes befindet sich ein kleiner Haarbüschel von der halben Größe des Augendurchmessers. Die Palpen sind schlank und haben den anderthalbfachen Durchmesser der Augen. Die Fühler sind schwach grauweiß und graubraun geringelt und kurz bewimpert. Der Thorax und die Schuppen am Flügelgelenk des Mesothorax sind blass bis stark rostbraun gefärbt. Der Mesothorax ist dunkelbraun und distal fahlbraun bis braun und besitzt einige kleine laterale Schuppenfortsätze. Die Hinterbeine sind ockerfarben und braun geringelt, die braunen Abschnitte befinden sich vor den Spornen. Das proximale Spornpaar ist ungleich lang, wobei die äußeren Sporne kürzer sind. Die Sporne des distalen Paares sind gleich lang.
Die fahl rostbraunen Vorderflügel sind im letzten Viertel gespalten und mit einer dunkelbraunen Zeichnung versehen. Diese besteht aus einem schwach ausgebildeten Strich in der Nähe der Basis des Flügelaußenrandes und einem kleinen dreieckigen Fleck an der Costalader zwischen der Flügelbasis und der Basis des Flügeleinschnitts. Dieser dreieckige Fleck ist distal fahl umrandet. Die Färbung beider Vorderflügellappen verdunkelt sich allmählich in Richtung des Flügelaußenrandes. Die Subterminallinie ist weiß und undeutlich. Die Fransen sind weiß und am Außenrand mit einer schwarzen Linie versehen. Am Flügelaußenrand befinden sich drei kleine Schuppenzähne. Die Ader R1 des Vorderflügels ist vorhanden. Die Flügelunterseite ist braun, am äußeren Rand des Costaldreiecks befindet sich ein gelblichweißer Punkt und eine gelblichweiße Subterminallinie.
Die Hinterflügel sind fahl braungrau und mit grauen Fransen versehen. An der Spitze des ersten und zweiten Flügellappens verläuft eine dunkle Linie in den Fransen. Auf dem Außenrand des dritten Flügellappens befindet sich in der Mitte ein sogenannter Schuppenzahn, der distal allmählich schmaler wird. Zwischen dem Schuppenzahn und der Flügelbasis sind einzelne dunkle Schuppen vorhanden. Die Flügelunterseite ist rostbraun bis graubraun.
Die frisch gelegten Eier sind zunächst hell grünlichgelb und verfärben sich mit der Zeit nach orangegelb. Sie sind durchscheinend und etwa 0,5 Millimeter groß.
Die frisch geschlüpften Raupen sind etwa einen Millimeter lang und fahl gelb gefärbt. Es werden vier bis fünf Raupenstadien durchlaufen, wobei sich die Raupen zwischen dem ersten und letzten Stadium in der Färbung und Zeichnung ähneln, sie unterscheiden sich nur in der Größe. Die des letzten Stadium erreichen eine Länge von etwa 1,5 Zentimetern. Sie sind cremefarben und besitzen in ausgereiftem Zustand eine gelbliche bis rosarote Färbung.

### Ähnliche Arten
- Platyptilia percnodactyla (Walsingham, 1880) besitzt breitere Vorderflügel, einen weniger ausgeprägten Schuppenzahn auf dem Außenrand des dritten Flügellappens des Hinterflügels, die Kopfbehaarung ist länger, der Aedeagus des männlichen Genitals ist länger, bei den weiblichen Genitalien ist die Ductus bursae kürzer und die Signa länger.

## Verbreitung
Platyptilia carduidactyla ist in der Nearktis in den Vereinigten Staaten und Kanada sowie im südlichen Pazifik auf Neuseeland beheimatet.

## Lebensweise
Die Weibchen legen bis zu 245 Eier an Blattunterseiten ab, gelegentlich findet man die Eier auch an Blütenstängeln. An vegetativen Trieben fressen die Raupen häufig an der Oberfläche der Blätter und bohren sich erst nach der ersten Häutung in den Blattstiel. Andere junge Raupen bohren sich sofort nach dem Schlupf in die Blattadern und bewegen sich fressend in Richtung des Blattstiels. Diese Exemplare durchlaufen das gesamte Larvalstadium innerhalb des Blattes. Anders verhält es sich mit Raupen, deren Eier auf Blättern in der Nähe von Knospen oder direkt auf Knospen abgelegt wurden. Sie wandern zur Knospe und minieren in den äußeren Deckblättern. Mit jeder weiteren Häutung verlagert sich die Fraßtätigkeit weiter in das Zentrum der Knospe. Die Raupen ernähren sich polyphag und wurden unter anderem an verschiedenen Kratzdistelarten (Cirsium) wie der Gewöhnlichen Kratzdistel (Cirsium vulgare), Cirsium edule, Cirsium occidentale, Cirsium quercetorum, Cirsium discolor, Cirsium undulatum, der Acker-Kratzdistel (Cirsium arvense), Cirsium americanum, Cirsium horridulum, Cirsium nuttallii und Artischockenarten (Cynara) wie Cynara scolymus und Cynara cardunculus sowie an der Malta-Flockenblume (Centaurea melitensis) und an der Mariendistel (Silybum marianum) gefunden.
Kurz vor der Verpuppung stellen die Raupen das Fressen ein, verlassen den Fraßplatz und lassen sich zu Boden fallen. Die Vorpuppe (verpuppungsreife Raupe) ist im ersten Teil dieses Stadiums sehr aktiv und wandert auf der Suche nach einem geeigneten Verpuppungsplatz umher. Sie verpuppt sich im Bodenstreu, wobei trockenen Blätter bevorzugt werden. 

### Flug- und Raupenzeiten
Die Falter fliegen im Juli, in Nordamerika reicht die Flugzeit von Mai bis September.
Platyptilia carduidactyla bildet drei bis vier überlappende Generationen pro Jahr. Die einzelnen Entwicklungsstadien benötigen verschiedene Temperaturschwellen für ihre Entwicklung. Unter den milden klimatischen Bedingungen an der Küste Mittelkaliforniens ermöglicht die sehr niedrige Schwellentemperatur des letzten Raupenstadiums von 1,5 Grad Celsius eine ganzjährige Entwicklung von Generationen. Bei einer Temperatur von etwa sieben Grad Celsius dauert die Entwicklung einer Generation etwa 19 Tage.

## Wirtschaftliche Bedeutung
Die Raupen von Platyptilia carduidactyla fressen zwar an allen Pflanzenteilen, der ökonomische Schaden kommt aber durch den Fraß an den Blütenknospen der Artischocke zustande, wodurch diese unansehnlich werden und nicht mehr verkauft werden können. Gelegentlich werden Pflanzen auch durch den Fraß an den Sprossen geschädigt, diese erholen sich aber häufig wieder. Die Vermehrung und Verbreitung von Raupen kann durch mehrere Möglichkeiten beeinflusst werden: 
- Natürliche Feinde

An den Raupen parasitieren verschiedene Arten aus den Familien der Raupenfliegen (Tachinidae), wie Arten aus der Gattung Elfia und Hyalomyodes triangulifer sowie verschiedene Vertreter der Hautflügler (Angitia platyptiliae, Gelis spec., Dibrachys cavus, Epiurus bicoloripes, Phaeogenes spec., Pachyneuron allograptae, Colpognathus helvus, Microbracon nevadensis, Hyalomyodes triangulifera, Lispidae spec., Plectops spec.). Die biologische Bekämpfung mit natürlichen Feinden ist allerdings ineffizient, da die Raupen innerhalb der Pflanze fressen und dadurch vor ihren Feinden gut geschützt sind. 
- Landwirtschaftliche Bekämpfung

In die Populationsdynamik kann entscheidend eingegriffen werden, indem man die Pflanzen fünf bis 7,5 Zentimeter unterhalb des Bodens abschneidet, die Pflanze zerkleinert und das Pflanzenmaterial in den Boden einbringt. Auf diese Weise kann der Befall bei mehrjährigen genutzten Feldern um etwa 95 Prozent reduziert werden. Wegen der Mobilität der Falter ist die Wirkung dieser Methode auf ein bestimmtes Feld allerdings nur temporär. Der Rückschnitt der Stiele erfolgt von Mitte August bis Mitte Juni für Felder, die für die Ernte im Herbst, Winter oder Sommer vorgesehen sind. Für die im Sommer zu erntenden Felder erfolgt er von August bis September. Dabei muss vermieden werden, dass sich im Sommer zu erntende Felder neben im Sommer zurückgeschnittenen Feldern befinden, da die ersteren ein Reservoir für die Falter darstellen.
- Biologische Bekämpfung

Die auf Pheromonen basierende Verwirrmethode wird eingesetzt um die Paarung der Falter gezielt zu unterbinden. Daneben werden auch entomopathogene Nematoden und Bakterien wie Steinernema carpocapsae und Bacillus thuringiensis zur biologischen Bekämpfung der Raupen verwendet.

## Systematik

### Synonyme
Aus der Literatur sind folgende Synonyme bekannt:
- Pterophorus carduidactylus Riley, 1869
- Platyptilia cardui Zeller, 1873
- Platyptilia hesperis Grinnell, 1908